# 加藤木重教
加藤木 重教（かとうぎ しげのり、安政4年3月15日/グレゴリオ暦 1857年4月9日 - 1940年12月1日）は、明治期の工部省技師、日本の実業家である。電友社社長、東京商業会議所議員を歴任した。

## 経歴

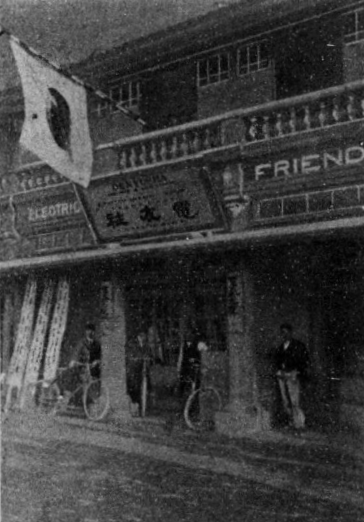
電友社。新橋

陸奥国平生まれ、父の勝沼直親が安藤対馬守磐城平藩を出奔し三春藩の加藤木家の養子となり、三春に移住したことにより転居。家貧にして身分が低くかったが文武に優れ苦学して藩立講所に学ぶ。戸田流柔術を父より学ぶ。
1871年（明治4年）、藩命により慶應義塾へ入学。海軍兵学校を目指すも年齢規程に間に合わず辞退。工学寮へ入り、工部省電信技術官へ任命される。1885年（明治18年）研究のため渡米を希望し工部省に辞職願いをだすも却下される。1887年（明治20年）東京電信学校が設置され助教授（七等技手）となる。1888年（明治21年）依願免官。渡米費用のため田中製作所（田中久重）に勤務する。1889年（明治22年）3月田中製作所を辞職して4月研究のため渡米。1890年（明治23年）7月帰国。1890年（明治23年）より1896年（明治29年）まで三吉電機工場及深川電燈株式会社に技師として勤務。
日本工業協会設立に尽力し評議員になる。慶應義塾商業学校を支援し、慶應義塾維持寄付金募集を率先して行った。
1940年（昭和15年）12月1日、死去した。満83歳没。

## 家族
- 父・加藤木直親（勝沼逸八郎、のちに加藤木家の養子となる。1833-1912）は戸田流柔術師範　　天保4年11歳で戸田流　星野記蔵に入門、同じく、戸田流で浅草花川戸に道場を開いていた奥澤七事斎園蔵に学び免許を受ける。　徒士であったが、明治初年頃に武芸に功ありとして藩より中等士（士族の次席）を授けられ、明治3年に明治政府の令により体術師となる[7]
- 兄・加藤木周太郞は樺太に渡った[7]。その二男・加藤木保次 (1886年生)は東北帝国大学農科大学卒業後、北海道庁技師を経て朝鮮総督府道技師兼朝鮮総督府専売局技師、慶尚南道内務部農務課長[8]。
- 弟・勝沼富造（1863年生）は1889年に重教とともに渡米ののち、ハワイ王国の移民局で通訳官を務め、福島ハワイ移民の父と言われる[9][10]。獣医でもあり、ハワイの邦字新聞「日布時事(en:Nippu Jiji)」の副社長も務めた[11]。
- 長男・加藤木貞次（1899-1993）は1912年に泰明小学校を卒業し、慶應義塾大学へ進学、家業を継ぎ、電気之友社の二代目社長となった[12][13]。慶大在学中に第1回箱根駅伝往路4区走者として出場した。